# 尤莉亞·嫣琪
尤莉亞·嫣琪（德語：Julia Jentsch，德語發音：[ˈjuːli̯a ˈjɛntʃ]；1978年2月20日—），又译朱丽娅·耶特斯，是一位德國女演員，曾以《帝國大審判》獲得柏林影展銀熊獎、歐洲電影獎、德國電影獎。

## 生平
尤莉亞·嫣琪出生於柏林，曾在恩斯特·布施戲劇學院就讀。
2005年，尤莉亞·嫣琪演出《帝國大審判》，擔任女主角蘇菲·索爾。尤莉亞·嫣琪在接受訪問時說「能夠飾演蘇菲·索爾是一種榮耀」。

## 作品
- 2001年：《發情日記》（Getting My Brother Laid）
- 2004年：《替天行盜》（The Edukators ）
- 2005年：《帝國大審判》飾 Sophie Scholl
- 2006年：《我曾伺候過英國國王》（I Served the King of England）
- 2008年：《人生三三景》 （33 Scenes From Life）
- 2012年：《漢娜鄂蘭：真理無懼》 （Hannah Arendt）
- 2013年：《紅酒燉香雞2：香檳雞》 （Kokowaah 2）

## 外部連結
- Julia Jentsch在互联网电影资料库（IMDb）上的資料（英文）
- Julia Jentsch fansite （德文）